# Черчилл (округ)

Печать округа Черчилл

Округ Че́рчилл (англ. Churchill County) — округ (графство), расположенный в западной части штата Невада . Население округа по данным переписи 2000 года составляло 23 982 человек, по данным статистики за 1 июля 2007 года число жителей округа достигло 27 190 человек.
Округ был образован в 1861 году и получил своё название в честь героя Американо-Мексиканской войны Сильвестра Черчилля, временно повышенного во время войны до звания бригадного генерала. Административный центр округа — город Фаллон.

## История
Округ Черчилл был создан в 1861 году и назван по имени Форта Черчилль, который находился в то время на территории округа Лайон и, в свою очередь, получил своё название в честь героя Американо-Мексиканской войны, генерал-инспектора армии Соединённых Штатов Сильвестра Черчилля.
В разное время административным центром округа становились города Баклендс (1861-64), который в настоящее время находится на территории округа Лайон, Ла-Плата (1864-68), Стиллуотер (1868—1904) и Фаллон (с 1904 по настоящее время). В девятнадцатом веке предпринималось несколько попыток упразднить округ Черчилл по причине незначительного населения округа, однако член законодательного собрания Лемюэль Аллен (Lemuel Allen) сумел остановить все попытки и даже добиться резолюции вето от губернатора штата на законопроекте ликвидации округа, после утверждения его обеими палатами парламента в 1875 году.

## Демография
По данным переписи населения 2000 года в округе Кларк проживало 23 982 человек, 6461 семей, насчитывалось 8912 домашних хозяйств и 9732 единиц сданного жилья. Средняя плотность населения составляла 2 человека на один квадратный километр. Расовый состав округа по данным переписи распределился следующим образом: 84,20 % белых, 1,60 % афроамериканцев, 2,71 % азиатов, 4,78 % коренных американцев, 0,23 % выходцев с тихоокеанских островов, 0,23 % смешанных рас и 3,22 % — других народностей. 8,66 % населения составляли выходцы из Испании или стран Латинской Америки.
37,20 % от всего числа зарегистрированных семей имели детей в возрасте до 18 лет, проживающих вместе с родителями, 57,70 % представляли собой супружеские пары, живущие вместе, в 10,40 % семей женщины проживали без мужей, а 27,50 % семей не являлись семьями как таковыми. 22,50 % всех зарегистрированных домашних хозяйств представляли одиночки, при этом 8,50 % составили одиночки старше 65 лет. Средний размер домашнего хозяйства составил 2,64 человека, средний размер семьи — 3,09 человека.
Население округа по возрастному диапазону по данным переписи 2000 года распределилось следующим образом: 28,90 % — жители младше 18 лет, 8,10 % — между 18 и 24 годами, 28,70 % — от 25 до 44 лет, 22,30 % — от 45 до 64 лет, 11,90 % — старше 65 лет. Средний возраст жителей округа при этом составил 35 лет. На каждые 100 женщин приходилось 100,60 мужчин, при этом на каждых сто женщин 18 лет и старше также приходилось 99,10 мужчин старше 18 лет.
Средний доход на одно домашнее хозяйство в округе составил 40 808 долларов США в год, а средний доход на одну семью в округе — 46 624 долларов США. При этом мужчины имели средний доход 36 478 долларов США в год против 25 000 долларов США среднегодового дохода у женщин. Доход на душу населения в округе составил 19 264 долларов США в год. 6,20 % от всего числа семей в округе и 8,70 % от всей численности населения находилось на момент переписи населения за чертой бедности, при этом 10,80 % из них были моложе 18 лет и 7,00 % — в возрасте 65 лет и старше.

## География
По данным Бюро переписи населения США округ Черчилл имеет общую площадь в 5023 квадратных миль (13 010 квадратных километров), из которых 12 766 км² занимает земля и 244 км² — вода (1,88 % от общей площади).

### Соседние округа
- Першинг — север
- Уошо — северо-запад
- Лайон — запад
- Ландер — восток
- Минерал — юг
- Най — юго-восток

## Населённые пункты
- Дикси-Вэли
- Истгейт
- Фаллон
- Фаллон-Стэйшн
- Хазен
- Миддлгейт
- Невада-Сити
- Солт-Уэллс
- Стиллуотер
- Уайт-Клод-Сити